# Taras Hunczak
Taras Hunczak (ur. 13 marca 1932 w Starymieście, zm. 1 lipca 2024) – amerykański historyk ukraińskiego pochodzenia.

## Życiorys
Podczas II wojny światowej jako jedenastoletni chłopiec był łącznikiem Ukraińskiej Powstańczej Armii. Według Grzegorza Rossolińskiego-Liebe i Pera Rudlinga należał do Organizacji Ukraińskich Nacjonalistów, podobnie jak jego ojciec, brat i siostra. W 1944 wyjechał wraz z rodzicami i pięciorgiem rodzeństwa do III Rzeszy a w 1949 do USA. Taras Hunczak ukończył Fordham University w Nowym Jorku w 1955. Studiował historię pod kierunkiem Oskara Haleckiego. W 1965 uzyskał stopień doktora na Uniwersytecie Wiedeńskim. Od 1991 był również profesorem Uniwersytetu Tarasa Szewczenki w Kijowie. W latach 1960–2004 wykładał na Rutgers University. W latach 1984-1991 redaktor naczelny, w latach 1991-1995 współredaktor miesięcznika Suczasnist.

## Wybrane publikacje
- Russian Imperialism from Ivan the Great to the Revolution, Editor and contributor. Rutgers University Press 1974.
- Ukraine 1917-1922: A Study in Revolution, Editor and contributor. Harvard University Press 1977.
- Petliura: Lysty, Dokumenty, Co-editor. Ukrainian Academy in USA 1979.
- Pidhajetska Zemlia, Editor and contributor 1980.
- UPA in the Light of German Documents, Book one : 1942 --June 1944, Toronto 1983, t. 6.
- UPA in the Light of German Documents. Book two: June 1944 -April 1945, Toronto 1983, t. 7.
- Ukrainian Social and Political Thought in Materials and Documents, New York 1983, t. 1.
- Ukrainian Social and Political Thought in Materials and Documents, New York 1983, t. 2.
- Ukrainian Social and Political Thought in Materials and Documents, New York 1983, t. 3.
- Ukraine and Poland in Documents: 1918-1923, Schevchenko Scientific Society 1984, t. 1.
- The Ukrainian Revolution 1918 – 1921: Documents, Ukrainian Academy in USA, New York 1984.
- Symon Petliura and the Jews. A Reappraisal, Ukrainian Historical Association, Toronto 1985.
- Symon Petlura et les Juifs, Paris, 1987. A translation from English. It also appeared in Ukrainian, published by Lybid (Kyiv) 1992 entitled Symon Petliura ta Evrei.
- Ukraine During WWII, Co-editor and contributor. To be published by University of Illinois Press.
- In Enemy Uniforms, Published in Ukrainian translation, V mundyrakh voroha, Lybid Press, Kyiv 1993.
- Ukraine of the 1990s. A History, Editor, Suchasnist 1991.
- The Worlds of Taras Shevchenko, Co-editor, New York 1991.
- Ukraine During the First Half of the 20th Century, Lybid Press, Kyiv 1993.
- On the Horns of a Dilemma: The Story of the Ukrainian Division Halychyna, University Press of America 2000.
- Russian Imperialism, (2nd edition) Univ. Press of America 2000.
- Tysiacha Rokiv Ukrainskoi Suspilno-Politychnoi Dumky (9 tomiv v 14ox knyhax—Naukovyj redactor (Editor-in-Chief), Dnipro 2001.(Thousand Years of Ukrainian Social and Political Thought- 9 volumes in 14 books).
- Ukraine: The Challenges of World War II, Co-Ed. with Dmytro Shtohryn, Univ. Press of America 2003.
- My Memoirs – Paths of Life, Publisher “Dnipro”, Kyiv 2006.
- Ukraine: Twentieth Century, “Dnipro”, Kyiv 2006.

## Publikacje w języku polskim
- Unia brzeska 1596. Polityka i religia, przeł. Katarzyna Kotyńska, "Warszawskie Zeszyty Ukrainoznawcze" z. 4/5: Unia Brzeska - uwarunkowania, konteksty i konsekwencje historyczno-kulturowe(1997), s. 66-75.
- Ukraiński historyk, "Zeszyty Historyczne" 1971, z. 20, s. 239-242.